# Kanton Longuyon
Der Kanton Longuyon war bis 2015 ein französischer Kanton im Arrondissement Briey, im Département Meurthe-et-Moselle und in der Region Lothringen; sein Hauptort war Longuyon. Letzter Vertreter im Generalrat des Départements war von 1976 bis 2015 Pierre Mersch.
Der Kanton Longuyon war 214,43 km² groß und hatte 14.592 Einwohner (Stand 2006), was einer Bevölkerungsdichte von 68 Einwohnern pro km² entsprach. Er lag im Mittel auf 252 Meter über dem Meeresspiegel, zwischen 188 m in Othe und 403 m in Tellancourt.

## Lage
Der Kanton lag ganz im Nordwesten des Départements Meurthe-et-Moselle.

Lage des Kantons Longuyon im Département Meurthe-et-Moselle
Lage des Kantons Longuyon im Arrondissement Briey

## Gemeinden
Der Kanton bestand aus 23 Gemeinden:
| Gemeinde                 | Einwohner Jahr | Fläche km² | Bevölkerungsdichte | Code INSEE | Postleitzahl |
| ------------------------ | -------------- | ---------- | ------------------ | ---------- | ------------ |
| Allondrelle-la-Malmaison | 617 (2013)     | 13,61      | 45 Einw./km²       | 54011      | 54260        |
| Beuveille                | 785 (2013)     | 11,90      | 66 Einw./km²       | 54067      | 54620        |
| Charency-Vezin           | 657 (2013)     | 14,79      | 44 Einw./km²       | 54118      | 54260        |
| Colmey                   | 264 (2013)     | 9,90       | 27 Einw./km²       | 54134      | 54260        |
| Cons-la-Grandville       | 579 (2013)     | 8,25       | 70 Einw./km²       | 54137      | 54260        |
| Doncourt-lès-Longuyon    | 308 (2013)     | 5,62       | 55 Einw./km²       | 54172      | 54870        |
| Épiez-sur-Chiers         | 181 (2013)     | 5,19       | 35 Einw./km²       | 54178      | 54620        |
| Fresnois-la-Montagne     | 412 (2013)     | 8,59       | 48 Einw./km²       | 54212      | 54260        |
| Grand-Failly             | 305 (2013)     | 21,87      | 14 Einw./km²       | 54236      | 54260        |
| Han-devant-Pierrepont    | 151 (2013)     | 4,96       | 30 Einw./km²       | 54602      | 54620        |
| Longuyon                 | 5.459 (2013)   | 29,70      | 184 Einw./km²      | 54322      | 54260        |
| Montigny-sur-Chiers      | 490 (2013)     | 9,36       | 52 Einw./km²       | 54378      | 54870        |
| Othe                     | 30 (2013)      | 2,97       | 10 Einw./km²       | 54412      | 54260        |
| Petit-Failly             | 86 (2013)      | 8,12       | 11 Einw./km²       | 54420      | 54260        |
| Pierrepont               | 881 (2013)     | 7,02       | 125 Einw./km²      | 54428      | 54620        |
| Saint-Jean-lès-Longuyon  | 408 (2013)     | 4,21       | 97 Einw./km²       | 54476      | 54260        |
| Saint-Pancré             | 324 (2013)     | 6,13       | 53 Einw./km²       | 54485      | 54730        |
| Tellancourt              | 561 (2013)     | 3,76       | 149 Einw./km²      | 54514      | 54260        |
| Ugny                     | 744 (2013)     | 9,14       | 81 Einw./km²       | 54537      | 54870        |
| Villers-la-Chèvre        | 570 (2013)     | 4,02       | 142 Einw./km²      | 54574      | 54870        |
| Villers-le-Rond          | 96 (2013)      | 4,45       | 22 Einw./km²       | 54576      | 54260        |
| Villette                 | 183 (2013)     | 4,63       | 40 Einw./km²       | 54582      | 54260        |
| Viviers-sur-Chiers       | 634 (2013)     | 16,24      | 39 Einw./km²       | 54590      | 54260        |

## Bevölkerungsentwicklung
| 1962   | 1968   | 1975   | 1982   | 1990   | 1999   | 2006   | 2012   |
| ------ | ------ | ------ | ------ | ------ | ------ | ------ | ------ |
| 12.659 | 15.343 | 16.126 | 15.455 | 13.990 | 14.072 | 14.592 | 14.810 |